# Walton-on-Thames
Walton-on-Thames är en stad i grevskapet Surrey i sydöstra England. Staden ligger i distriktet Elmbridge på floden Themsens högra flodbank, cirka 24,5 kilometer sydväst om centrala London. Tätorten (built-up area) hade 27 013 invånare vid folkräkningen år 2021.
Walton-on-Thames var en civil parish fram till 1974. Civil parishen hade 30 029 invånare år 1951. Walton-on-Thames nämndes i Domedagsboken (Domesday Book) år 1086, och kallades då Waletone.
Skådespelerskan och sångerskan Julie Andrews föddes i staden den 1 oktober 1935.